# فهرست فرودگاه‌های مایوت
این مقاله شامل فهرست فرودگاه‌های مایوت است که بر پایهٔ مکان قرارگیری آن‌ها مرتب شده‌است.

## فرودگاه‌ها
| مکان                | ایکائو | یاتا | نام فرودگاه                         | کاربریe |
| ------------------- | ------ | ---- | ----------------------------------- | ------- |
| دزااودزی / Pamandzi | FMCZ   | DZA  | فرودگاه بین‌المللی دزااودزی پاماندزی | همگانی  |